# Komplexitás
A komplexitás (azaz összetettség) ellentéte az egyszerűségnek.
A komplex (azaz összetett) kifejezést gyakran összekeverik a bonyolult kifejezéssel. A két kifejezés közötti különbséget azok eredetével lehet a legjobban megvilágítani. A bonyolult, vagy komplikált kifejezés a latin -plic végződésből származik, amelynek jelentése összehajtani, hajtogatni; míg a komplex a plex kifejezésből, amelynek magyar megfelelője a szőni, fonni. A bonyolult rendszer, tehát egy olyan egység, amelynek egy összetevője van, amelynek részei rejtettek maradnak a szemlélő számára; ezért látja bonyolultnak. A komplex rendszerben a rendszer elemeiből egy új egység jön létre; azok mintegy önálló struktúrát alkotnak.